# Conjuring 2 : Le Cas Enfield
Série l'univers cinématographique Conjuring
Annabelle
(2014) Wolves at the Door
(2016)
Série Conjuring
Les Dossiers Warren
(2013) Sous l'emprise du Diable
(2021)
Pour plus de détails, voir Fiche technique et Distribution.
Conjuring 2 : Le Cas Enfield ou La Conjuration 2 au Québec (The Conjuring 2) est un film d'horreur américain réalisé par James Wan, sorti en 2016. Il s'agit du 3e film de l'univers Conjuring et du 2e de la série principale après Conjuring : Les Dossiers Warren.
Il est inspiré de deux affaires qu'auraient traitées les chasseurs de fantôme Ed et Lorraine Warren, d'abord en 1966, puis en 1977.

## Synopsis
En 1977, le désormais célèbre couple de démonologues Ed et Lorraine Warren viennent d'achever leur enquête sur l'affaire de la maison d'Amityville. Très éprouvée par les horreurs dont elle a été témoin, la médium Lorraine Warren éprouve une nouvelle fois le besoin de mettre sa "carrière" en pause, et de s'en tenir avec son époux à un rôle de consultant. Pourtant, quelques mois plus tard, l'Église fait appel à eux pour aider une famille de la banlieue de Londres, les Hodgson, victimes dans leur maison de phénomènes paranormaux.
Peggy Hodgson habite une petite maison située dans la banlieue nord de Londres, dans le borough d'Enfield. Elle élève seule ses quatre enfants, Billy, huit ans, Johnny onze ans, Margaret, quinze ans et Janet, douze ans. C'est d'ailleurs autour de cette dernière, que se produit d'étranges phénomènes, de plus en plus effrayants. Et pour la première fois de sa carrière, Lorraine Warren est incapable d'établir ou non la présence d'une entité démoniaque. L'enquête du couple s'oriente dans un premier temps vers l'ancien propriétaire de la maison, un certain Bill Witkins, qui semble pouvoir prendre le contrôle de Janet. Mais cette explication ne convainc ni Lorraine Warren qui pressent quelque chose d'encore plus menaçant, ni la presse locale qui s'est emparée de l'affaire. Pour ces derniers, les Hodgson ont inventé l'histoire de toutes pièces, pour attirer les regards sur eux.
Sous la menace de voir leur réputation entachée et malgré la persistance de phénomènes particulièrement violents et terrifiants, les Warren sont contraints de quitter Londres. Mais un nouvel élément vient rapidement faire basculer la situation : après avoir croisé les bandes audio enregistrées en cours d'enquête, les Warren se rendent compte que certains des mots prononcés par Bill Witkins lorsqu'il parlait au travers de Janet Hodgson étaient en fait un appel au secours. L'esprit qui depuis cherche à posséder Janet a utilisé l'esprit de Bill Witkins pour égarer les enquêteurs. Libéré en partie de l'entité, Bill a tout juste le temps de révéler à Lorraine la seule manière de vaincre l'esprit : il faut prononcer son nom.
De retour chez les Hodgson, le couple Warren se rend compte que Janet est désormais totalement sous le contrôle du démon et qu'il déchaîne ses pouvoirs dans la maison, avant de vouloir la forcer à se suicider. Alors qu'Ed se lance au secours de Janet dans la maison, Lorraine se rend compte que l'une de ses visions est sur le point de se réaliser : plusieurs fois, depuis l'une de leur enquête, elle avait été témoin de l'apparition terrifiante d'un esprit prenant l'apparence d'une nonne, qui lui avait fait entrevoir la mort de son mari, en signe d'avertissement. L'entité s'est même manifestée dans sa propre maison peu de temps avant le cas Enfield.
En dépit des embûches jetées par le démon, Lorraine parvient à rejoindre son mari au moment où celui-ci s'apprête à mourir, et renvoie le démon aux enfers après avoir trouvé et prononcé son vrai nom, Valak.

## Fiche technique
Sauf indication contraire, les informations mentionnées dans cette section peuvent être confirmées par les bases de données cinématographiques IMDb et Allociné,  présentes dans la section « Liens externes ».
- Titre original : The Conjuring 2
- Titre français : Conjuring 2 : Le Cas Enfield
- Titre québécois : La Conjuration 2[1]
- Réalisateur : James Wan
- Scénario : Chad Hayes, Carey W. Hayes, James Wan et David Leslie Johnson-McGoldrick, d'après une histoire de Chad Hayes, Carey W. Hayes et James Wan, d'après les personnages créés par Chad Hayes et Carey W. Hayes
- Musique : Joseph Bishara
  - Montage musical : Julie Pearce et Lise Richardson
- Direction artistique : Fiona Gavin, Geoffrey S. Grimsman, A. Todd Holland et Andrew Rothschild
- Décors : Julie Berghoff
- Costumes : Kristin M. Burke
- Maquillage : Konnie Daniel, Eleanor Sabaduquia
- Coiffure : Konnie Daniel, Yesim 'Shimmy' Osman
- Photographie : Don Burgess
- Son : Joe Dzuban, Gregg Landaker, Steve Maslow
- Montage : Kirk M. Morri
- Production : Rob Cowan, Peter Safran et James Wan
  - Production déléguée : Richard Brener, Toby Emmerich, Walter Hamada, Steven Mnuchin et Dave Neustadter
- Sociétés de production : Atomic Monster, The Safran Company et Evergreen Media Group (non crédité), en association avec RatPac-Dune Entertainment, présenté par New Line Cinema
- Sociétés de distribution : New Line Cinema et Warner Bros. (États-Unis) ; Warner Bros. (France, Belgique, Suisse)[2]
- Budget : 40 millions de $[3],[4]
- Pays de production :  États-Unis
- Langue originale : anglais
- Format : couleur - 35 mm - 2,39:1 - son Dolby Digital / Dolby Atmos
- Genre : épouvante-horreur, thriller, mystère, surnaturel
- Durée : 134 minutes
- Dates de sortie[5] :
  - États-Unis : 7 juin 2016 (Festival du film de Los Angeles) ; 10 juin 2016 (sortie nationale)
  - Belgique : 8 juin 2016[6],[7]
  - Québec : 10 juin 2016[1]
  - France : 29 juin 2016[8]
- Classification[9] :
  - États-Unis : interdit aux moins de 17 ans (R – Restricted)[N 1]
  - France : interdit aux moins de 12 ans[10],[N 2]
  - Belgique : potentiellement préjudiciable jusqu'à 16 ans (KNT/ENA : Kinderen Niet Toegelaten  / Enfants Non Admis)[7],[11],[N 3]
  - Suisse romande : interdit aux moins de 16 ans[12]
  - Québec : 13 ans et plus (horreur) (13+ / 13 years and over)[1]

## Distribution
- Patrick Wilson (VF : Alexis Victor ; VQ : Patrice Dubois) : Ed Warren
- Vera Farmiga (VF : Ivana Coppola ; VQ : Camille Cyr-Desmarais) : Lorraine Warren
- Sterling Jerins (en) (VF : Jeanne Orsat) : Judy Warren
- Frances O'Connor (VF : Anne Massoteau ; VQ : Nadia Paradis) : Peggy Hodgson
- Madison Wolfe (VF : Coralie Thuilier ; VQ : Fanny-Maude Roy) : Janet Hodgson
- Lauren Esposito (VF : Alice Orsat ; VQ : Marguerite D'Amour) : Margaret Hodgson
- Patrick McAuley : Johnny Hodgson
- Benjamin Haigh (VQ : Matis Ross) : Billy Hodgson
- Simon McBurney (VF : Georges Caudron ; VQ : François Sasseville) : Maurice Grosse
- Bob Adrian (es) (VF : Philippe Catoire) : Bill Witkins
- Franka Potente (VF : Anne Dolan) : Anita Gregory
- Shannon Kook-Chun : Drew Thomas
- Daniel Wolfe (VF : Jérémy Bardeau) : Kent Allen
- Maria Doyle Kennedy (VF : Danièle Douet) : Peggy Nottingham
- Simon Delaney (en) (VF : Hervé Bellon ; VQ : Tristan Harvey) : Vic Nottingham
- Bonnie Aarons : Nonne démoniaque / le démon Valak
- Steve Coulter (VF : Yann Guillemot) : le Père Gordon
- Annie Young (VF : Delphine Braillon) : l'officier Carolyn Heeps
- Chris Royds (VF : Mathias Kozlowski) : Graham Morris
- Javier Botet : l'homme tordu
- Cory English (VF : Daniel Lafourcade) : le médecin sceptique

- Version française
  - Société de doublage : Dubbing Brothers
  - Direction artistique : Marie-Laure Beneston
  - Adaptation : Jonathan Amram

Sources : RS Doublage et AlloDoublage pour la version française (VF), Doublage Québec pour la version québécoise (VQ).

## Production

### Genèse et développement
En juillet 2013, avant la sortie de Conjuring : Les Dossiers Warren, le magazine Variety a rapporté que la New Line Cinema était déjà dans les premiers stades de développement d'une suite, après les tests positifs et les examens du premier film. Le 21 octobre 2014, James Wan annonce qu'il va réaliser la suite, et que la production du film commencera à l'été 2015. Le 25 juillet 2015, Wan commence officiellement la préproduction du film. En août 2015, le film bénéficie de 5,6 millions de dollars de crédits d'impôt de la commission des films de la Californie pour avoir amené la production à l'état. Le 15 septembre 2015, Don Burgess est annoncé comme directeur de la photographie du film. Le film traitera finalement de l'affaire du « Poltergeist d'Enfield », qui a eu lieu dans l'arrondissement londonien d'Enfield entre 1977 et 1979 : il s'agit de l'histoire d'une supposée hantise de deux sœurs âgées de 11 et 13 ans. Conjuring 2 : Le Cas Enfield concerne aussi le cas le plus documenté des Warren, l'affaire d'Amityville.

### Attribution des rôles
En juillet 2013, on annonce que Patrick Wilson et Vera Farmiga reprennent leurs rôles du couple des Warren, ce qui est confirmé en février 2014. Au début de juillet 2015, tous deux rendent visite à Lorraine Warren au New England Paranormal Research Center dans le Connecticut, afin de préparer leurs rôles. En septembre 2015, Frances O'Connor, Simon McBurney, ainsi que de nouveaux venus dans l'équipe, Laurent Espositot, et Madison Wolfe, rejoignent le casting,,,. Le 1er décembre 2015, on annonce que Sterling Jerins reprend le rôle de Judy, la fille des Warren.

### Tournage
Le tournage débute le 21 septembre 2015 à Los Angeles, en Californie. En raison d'une série d'événements inexplicables pendant le tournage du premier film, un prêtre vient bénir les lieux du tournage,. Toute l'équipe s'installe à Londres le 25 novembre 2015, en tournant dans et autour du Warrington, un pub dans le quartier résidentiel de Maida Vale. Le 22 novembre 2015, le tournage a lieu à la station Marylebone. Le tournage prend fin le 1er décembre 2015,. La production a duré 50 jours, avec 40 jours de tournage sur des ensembles et des emplacements à Los Angeles, et 10 jours sur place à Londres.

### Musique
La musique du film est entièrement composée par Joseph Bishara, qui avait déjà collaboré avec le réalisateur James Wan pour sa série Insidious (2011 et 2013), mais également pour son film Conjuring : Les Dossiers Warren (2013), l'album est disponible à partir du 3 juin 2016 aux États-Unis.
| No  | Titre                 | Auteur         | Durée |
| --- | --------------------- | -------------- | ----- |
| 1.  | Enfield Opening       | Joseph Bishara | 0:47  |
| 2.  | As Close to Hell      | Joseph Bishara | 3:33  |
| 3.  | The Conjuring 2       | Joseph Bishara | 0:47  |
| 4.  | It Isn't Real         | Joseph Bishara | 0:46  |
| 5.  | Tented Entity         | Joseph Bishara | 2:20  |
| 6.  | Asserted Pressence    | Joseph Bishara | 2:33  |
| 7.  | Jarred Awake          | Joseph Bishara | 3:22  |
| 8.  | House Search          | Joseph Bishara | 1:17  |
| 9.  | Nun Painting          | Joseph Bishara | 2:42  |
| 10. | Old Man Bill          | Joseph Bishara | 1:03  |
| 11. | From the Grave        | Joseph Bishara | 3:57  |
| 12. | Crooked Moving        | Joseph Bishara | 1:30  |
| 13. | Taped Voices          | Joseph Bishara | 1:02  |
| 14. | Cross Room            | Joseph Bishara | 1:00  |
| 15. | Psychic Sharing       | Joseph Bishara | 3:27  |
| 16. | Not a Heaven Man      | Joseph Bishara | 3:36  |
| 17. | Ceiling Teleportation | Joseph Bishara | 1:41  |
| 18. | Submerged Entity      | Joseph Bishara | 1:46  |
| 19. | Changes Everything    | Joseph Bishara | 1:19  |
| 20. | Help It Let Go        | Joseph Bishara | 1:50  |
| 21. | Dual Levitation       | Joseph Bishara | 0:53  |
| 22. | Souls Cast Out        | Joseph Bishara | 2:01  |
| 23. | Trapped Apart         | Joseph Bishara | 2:24  |
| 24. | What's Your Name      | Joseph Bishara | 1:12  |
| 25. | Book Inscribed        | Joseph Bishara | 0:52  |
| 26. | Crooked Face          | Joseph Bishara | 0:30  |
| 27. | Demon Called          | Joseph Bishara | 2:12  |
| 28. | She's Alive           | Joseph Bishara | 1:00  |
| 29. | Crooked Man Rhyme     | Joseph Bishara | 0:54  |
| 30. | Soaring Phenomena     | Joseph Bishara | 1:54  |

## Accueil

### Promotion
En décembre 2015, Entertainment Weekly publie la première image du film, introduisant le personnage interprété par Madison Wolfe. Le 6 janvier 2016, James Wan dévoile un clip sur les réseaux sociaux, indiquant que le premier trailer sera disponible le lendemain. Aussi le 6 janvier, Yahoo! Movies publie en exclusivité deux photos du film, avec Patrick Wilson et Vera Farmiga. Le 26 mars 2016, Wan dévoile la première bande-annonce à WonderCon.

### Date de sortie
Le film devait à l'origine sortir le 23 octobre 2015, mais en octobre 2014, Warner Bros. le retire de sa programmation et prévoit une sortie ultérieure, à une date non spécifiée en 2016. En novembre 2014, la date de sortie est fixée pour le 10 juin 2016. Conjuring 2 connaît sa première mondiale sur le tapis rouge au TCL Chinese Theatre le 7 juin 2016, dans le cadre du festival du film de Los Angeles, trois jours avant sa sortie nationale. En France, le film est sorti en salles le 29 juin 2016 et le 2 novembre 2016 en DVD et Blu-ray.

### Accueil critique
Comme le premier volet, le film reçoit un grand succès de la part du public avec des critiques globalement positives. Le site Rotten Tomatoes lui accorde une note de 80 % basée sur 255 critiques, avec une moyenne de 6,7/10. Quant à Metacritic, il accorde au film une note de 65 % basée sur 38 critiques.
Sur Allociné, il est noté 3,5/5 de la part de la presse, et 4,3/5 de la part des spectateurs,.
Néomie Luciani du Monde souligne : « Renouant avec un classicisme qu'il affectionne (jeu d'ombres travaillé, lumières colorées façon giallo, démon en habit de nonne), James Wan continue d'affirmer qu'en horreur comme en cuisine, les meilleurs confitures se font dans les vieux pots. »
Frédéric Foubert de Première exprime également sa satisfaction envers le film : « C'est carré, solide, élégant, souvent bien pensé et exécuté. Sans Génie ni sournois. »
Emmanuelle Spadacenta de Cinemateaser, moins enthousiaste, reste quand même positive : « Peut-être moins terrifiant que le premier volet, "Conjuring 2" n'est pas un chef-d'œuvre du cinéma d'horreur mais un gros morceau de cinéma tout court. »
En revanche, Frédéric Mignard de aVoir-aLire.com est beaucoup moins positif et exprime sa déception : « (...) film sans envergure qui exploite seulement un filon, sans chercher à transcender le talent de son auteur. »

### Box-office
| Pays ou région        | Box-office        | Date d'arrêt du box-office | Nombre de semaines |
| --------------------- | ----------------- | -------------------------- | ------------------ |
| États-Unis Canada     | 102 516 140 $     | 25 août 2016               | 11                 |
| Québec                | 825 951 $         | 26 juin 2016               | 3                  |
| France                | 1 470 179 entrées | 15 septembre 2016          | 10                 |
| Total hors États-Unis | 220 295 401 $     | 11 décembre 2016           | 26                 |
| Total mondial         | 322 811 541 $     | 11 décembre 2016           | 26                 |

Pour le premier week-end aux États-Unis, il se place à la première place du box-office en récoltant 40 406 314 dollars, dépassant son budget de 40 000 000 de dollars. Le second week-end, il se déplace à la troisième place en récoltant 14 880 050 dollars pour un cumul de 71 055 136, effectuant ainsi une baisse de 63,2 % par rapport à la semaine précédente. Il finira son exploitation à 102 470 008 dollars, soit environ 11 942 000 entrées, effectuant une baisse de 25 % par rapport au premier film. Il se place en 5e position dans le classement des meilleurs démarrages du film d'horreur aux États-Unis, et se place à la 10e place des plus gros succès du film d'horreur en Amérique du Nord. Conjuring 2 a cumulé un total de 322 811 541 dollars de recettes mondiales. Il a également cumulé un total de 220 295 401 dollars de recettes internationales. Il se positionne ainsi à la 28e place du box-office mondial de l'année 2016.
Au Québec, il se place à la 3e position du box-office en fin de première semaine d'exploitation rapportant 343 563 dollars de recettes. La deuxième semaine, il baisse de deux places, se positionnant ainsi à la 5e place du classement, rapportant 109 309 dollars pour un cumul de 620 167 dollars de recettes. Il finit son exploitation au Québec au bout de la troisième semaine d'exploitation en se positionnant à la 7e place du classement, rapportant 72 908 dollars pour un cumul de 825 951 dollars de recettes.
En France, il compte 742 528 entrées la première semaine et se place à la troisième place du box-office français, derrière Le Monde de Dory et Camping 3. Il devance donc Conjuring : Les Dossiers Warren de 97 %. Cependant, la deuxième semaine, il comptera 288 119 entrées pour un cumul de 1 030 647 entrées, effectuant donc une baisse de 61,20 % par rapport à la semaine précédente. Il finira son exploitation à 1 470 179 entrées, soit 11 200 000 dollars de recettes, et devance le premier film de 26 %. Il est le 3e meilleur démarrage de l'histoire du film d'horreur en France derrière Scream 2 (2e) et Scream 3 (1er). Il rentre également dans le top 10 des meilleurs films d'horreur en France, et se place à la 7e position du classement, devant Conjuring : Les Dossiers Warren (17e) mais derrière Annabelle (5e). Il se positionne à la 39e place du box-office français de l'année 2016.

## Distinctions
Sauf indication contraire, les informations mentionnées dans cette section peuvent être confirmées par la base de données cinématographiques IMDb,  présente dans la section « Liens externes ».

### Récompenses

#### 2017
- ASCAP Film and Television Music Awards : ASCAP Award des compositeurs du meilleur film au box-office pour Joseph Bishara
- Golden Trailer Awards : Golden Trailer du meilleur spot télévisé d’un film d'horreur[73]
- iHorror Awards :
  - Meilleur remake / suite d'horreur
  - Meilleur réalisateur d'un film d'horreur pour James Wan

### Nominations

#### 2016
- Fright Meter Awards
  - Meilleur réalisateur pour James Wan
  - Meilleure actrice pour Vera Farmiga
  - Meilleure photographie pour Don Burgess
  - Meilleurs effets spéciaux
- Golden Schmoes Awards : meilleur film d'horreur de l'année
- IGN Summer Movie Awards : meilleur film d'horreur
- Phoenix Critics Circle : meilleur film d'horreur
- Rondo Hatton Classic Horror Awards : meilleur film

#### 2017
- Academy of Science Fiction, Fantasy and Horror Films - Saturn Awards : meilleur film d'horreur
- Empire Awards : meilleur film d'horreur
- Golden Trailer Awards : 
  - Meilleure bande-annonce d'un film d'horreur
  - Meilleur spot télévisé d’un film d'horreur
- People's Choice Awards : thriller préféré[74]

## Éditions en vidéo
- En France, le film Conjuring 2 : Le Cas Enfield est sorti en VOD le 29 octobre 2016[8].

Par la suite, le film sort dans une édition double DVD et dans une édition double Blu-ray Boîtier SteelBook le 2 novembre 2016,.
- Au Québec, le film est sorti en DVD le 13 septembre 2016[1].

## Spin-offet suite
À la suite du succès du film, un spin-off est développé : La Nonne (The Nun) a été annoncé être en développement le 16 juin 2016 par Warner Bros. et New Line Cinema. Il sort en 2018 avec pour réalisateur Coryn Hardy, avant un éventuel 3e film Conjuring. James Wan précise qu'il n'en sera pas le réalisateur, en raison de ses projets personnels, même s'il admet avoir des idées pour ce film (il serait peut-être centré sur un loup-garou et prendrait place dans les années 1980). Ce troisième film, Conjuring : Sous l'emprise du Diable, est réalisé par Michael Chaves et sort en 2021.